# Kroatisches Dreiblatt

Kroatisches Dreiblatt

Als Kroatisches Dreiblatt (kroatisch Hrvatski trolist) bzw. in der Ordenskunde auch Kroatisches Kreuz (Hrvatski križ) bezeichnet man ein nationales Symbol Kroatiens, in Form eines Kreuzes aus stilisierten Blättern. Es symbolisiert ursprünglich die angestrebte Vereinigung Kroatiens, Slawoniens und Dalmatiens zum „Dreieinigen Königreich“ und wird häufig in Verbindung mit dem kroatischen Militärwesen verwendet. Das Kroatische Dreiblatt bildet heute die Grundform verschiedener staatlicher Orden und Ehrenzeichen der Republik Kroatien.
Im allgemeinen Sprachgebrauch bezeichnet man auch ein mit kroatischem Flechtwerk gefülltes Kreuz vom Taufbecken des Fürsten Višeslav als Kroatisches Kreuz. So auch beim 1995 gestifteten Orden des Kroatischen Kreuzes (Red hrvatskog križa).

## Entstehung und Verwendung
Das Königreich Kroatien und Slawonien (Kraljevina Hrvatska i Slavonija) war ab 1745 als Nebenland des Königreich Ungarn ein autonomes Königreich innerhalb der Habsburgermonarchie. Zur Zeit Österreich-Ungarns gehörte es zum ungarischen Teil der Doppelmonarchie.

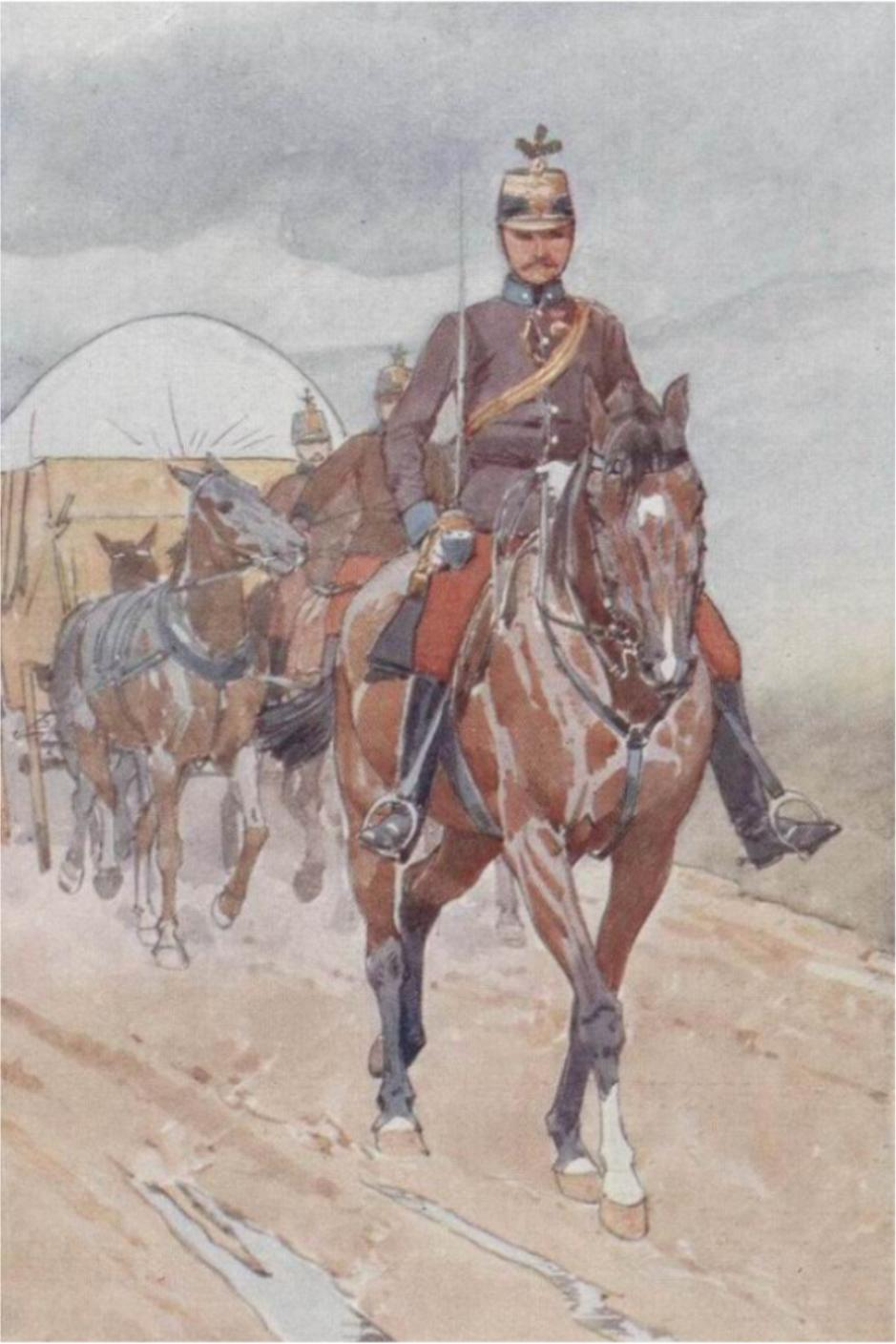
Soldat Österreich-Ungarns mit dreiblättrigem Eichenlaub oder Tannenreis an der Kopfbedeckung

Im Ungarisch-Kroatischen Ausgleich von 1868 erhielt es erweiterte Rechte aber entgegen dem Wunsch der kroatischen Bevölkerungsmehrheit blieb eine formelle Vereinigung mit dem Königreich Dalmatien (Teil der österreichischen Reichshälfte) aus. Lediglich nominell war Dalmatien nun Teil des sogenannten Dreieinigen Königreich Dalmatien, Kroatien und Slawonien. Erlaubt wurde den beiden Kronländern jedoch eine gemeinsame Flagge und Symbole.
In der gesamten vormaligen k.u.k. Armee war bei Paraden und ähnlichen Anlässen ein sogenanntes Feldzeichen vorgeschrieben.

„Das Feldzeichen hat aus Eichenlaub, in dessen Ermangelung aus Tannenreisern zu bestehen, dasselbe soll für die Kopfbedeckung beiläufig 16 cm hoch und 13 cm breit sein“

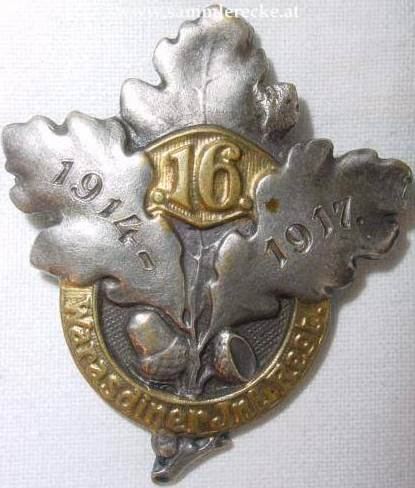
Abzeichen des Warasdiner Infanterieregiments Nr. 16 der kroatisch-slawonischen Landwehr, mit der Darstellung dreier Eichenblätter (1917)

Oftmals bestand dieses Feldzeichen lediglich aus drei Blättern oder, als Tannenreis, nur aus zwei Verästelungen. Somit könnte man das Kroatische Dreiblatt unter Umständen darauf zurückführen.
Als Kriegsauszeichnung des faschistischen Unabhängigen Staates Kroatien wurden 1941 der Orden vom Eisernen Dreiblatt (Vojnički red željeznog trolista) gestiftet. Das Dreiblatt war ebenfalls Grundform des im gleichen Jahr gestifteten Orden der Krone König Zvonimirs, weshalb das Dreiblatt auch als „Kreuz des Zvonimir“ (Zvonimirov križ) bezeichnet wird.
Nach der Unabhängigkeit Kroatiens wurde 1995 wiederum als Kriegsauszeichnung der Orden des Kroatischen Dreiblatts (Red hrvatskog trolista) gestiftet. Zudem bildet ein in Blau gehaltenes Dreiblatt die Grundform des zweithöchsten Orden der Republik Kroatien, dem Großorden der Königin Jelena mit Schärpe und Morgenstern (Velered kraljice Jelene s lentom i Danicom).

## Verwendung (Auswahl)

Flugzeugkokarde der kroatischen Luftwaffe (1944–1945), im Stil des Balkenkreuzes
Flagge eines Generals der kroatischen Heimwehr (1941)
Flagge eines Konteradmirals der kroatischen Marine (1941)
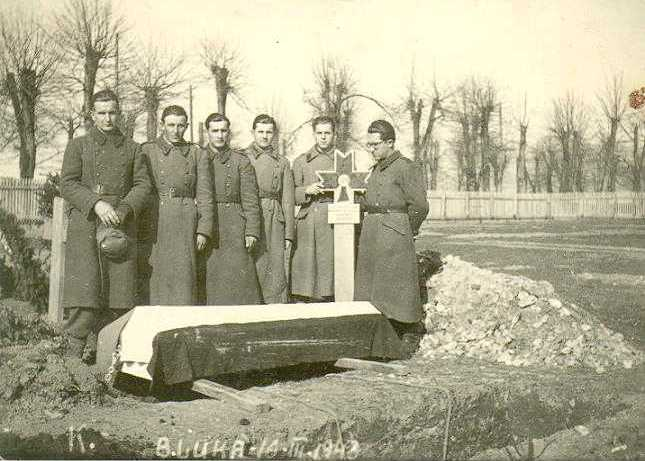
Grabkreuz eines kroatischen Soldaten, das Dreiblatt zeigend (Banja Luka, 1943)
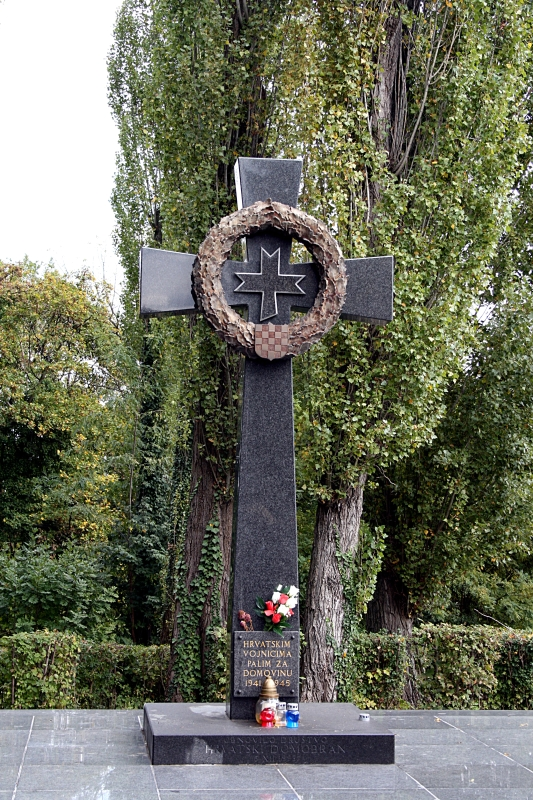
Gefallenendenkmal der Kroatischen Heimwehr (Zagreb)
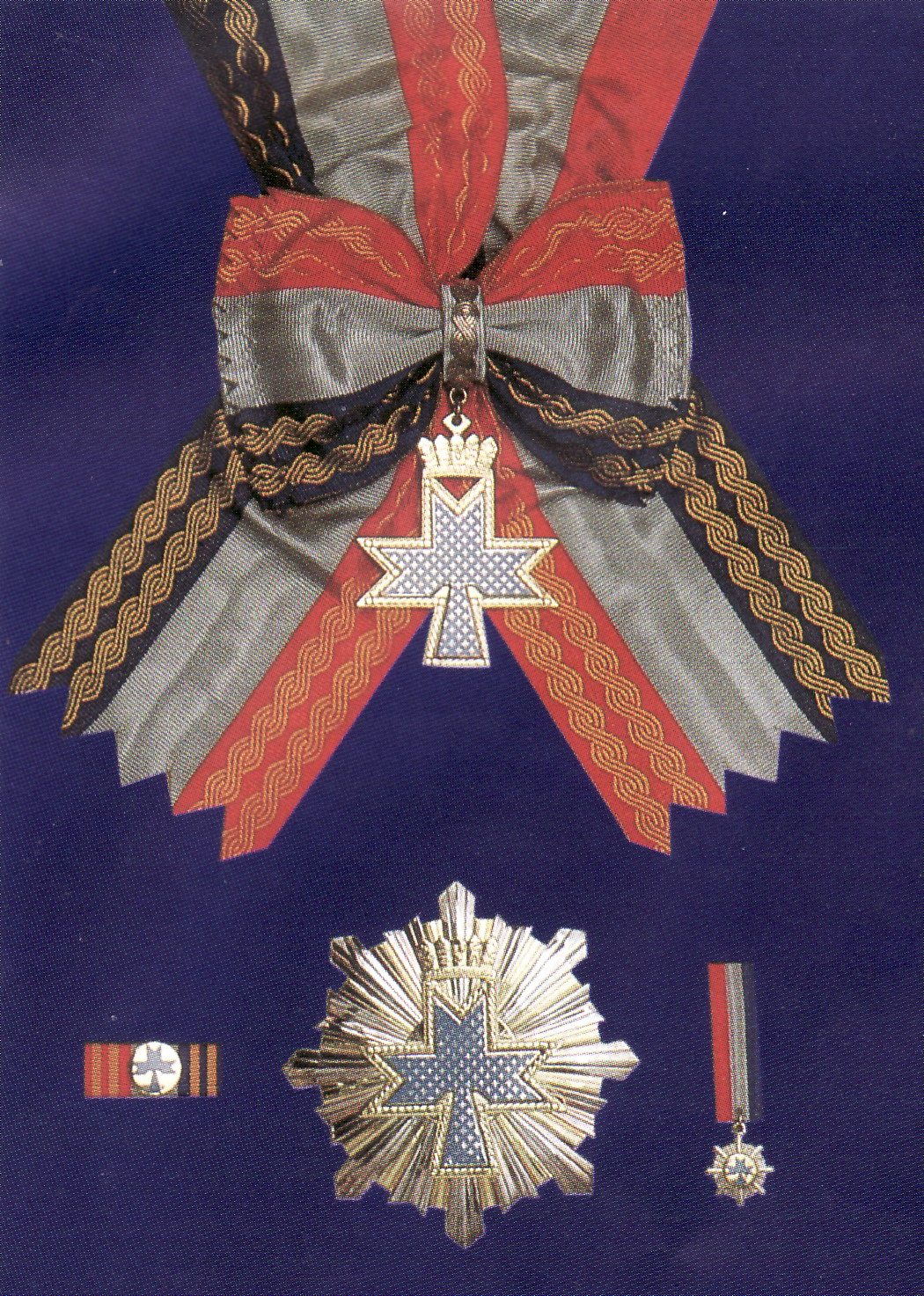
Großorden der Königin Jelena mit Schärpe und Morgenstern (1995)
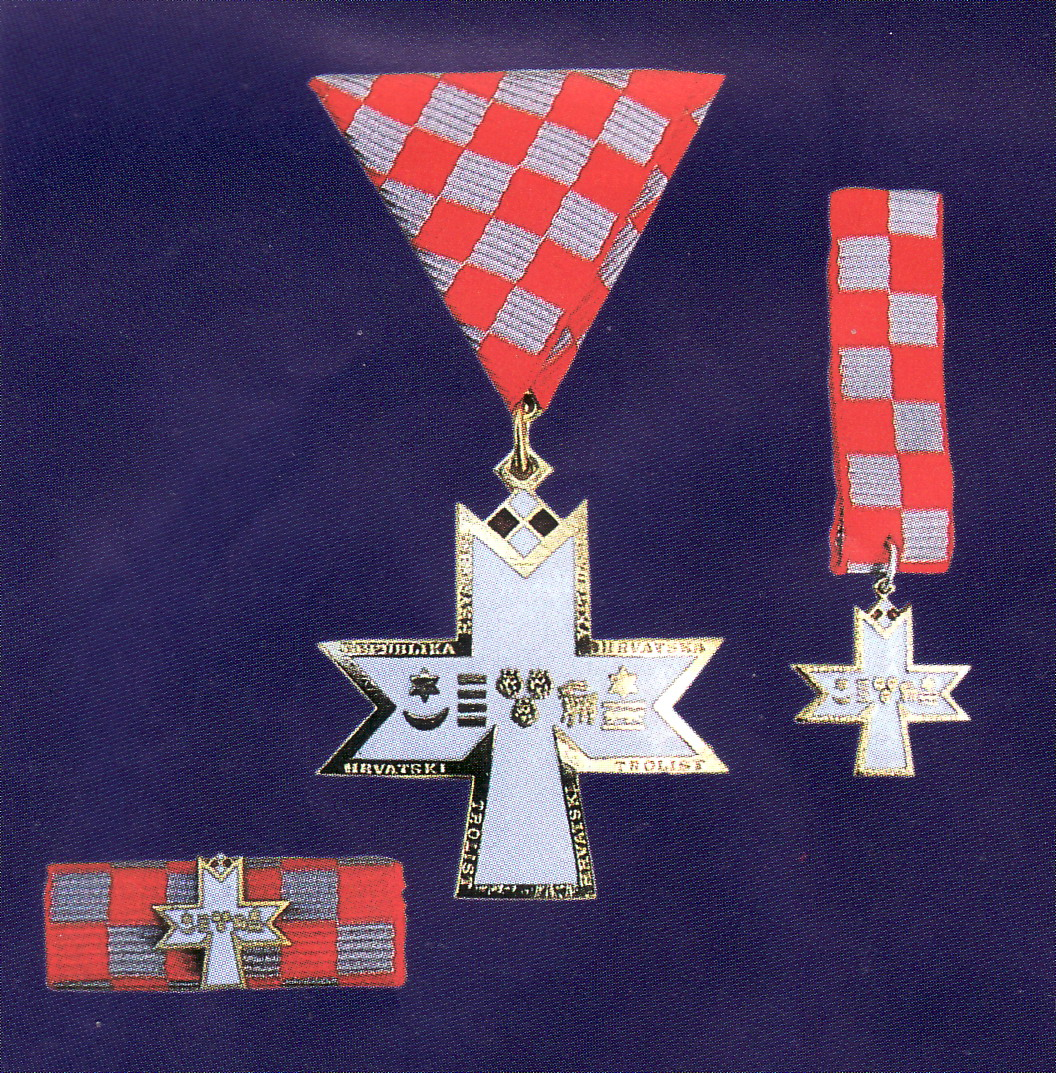
Orden des Kroatischen Dreiblatts (1995)
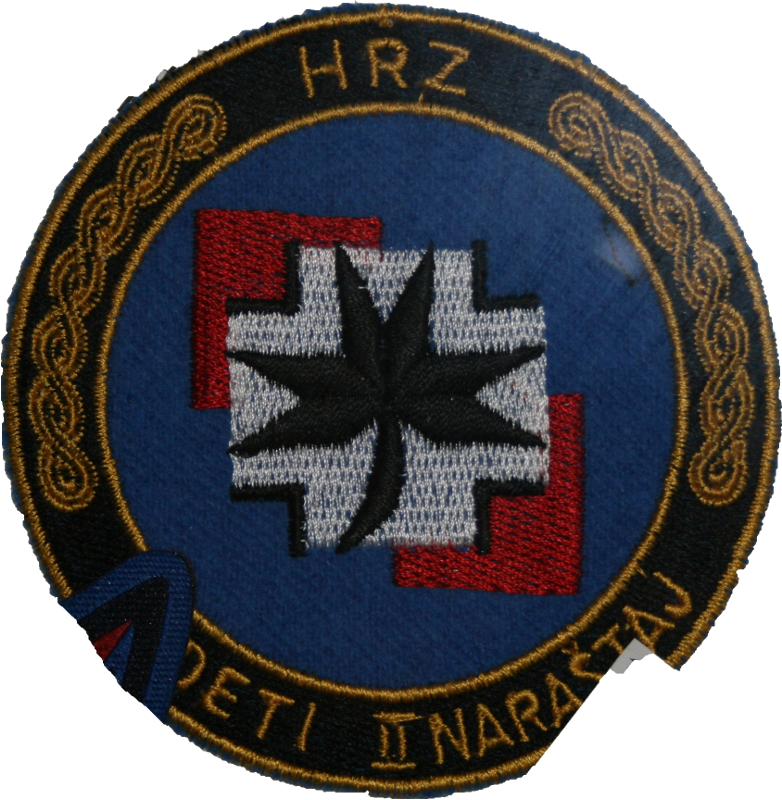
Ärmelabzeichen von Kadetten der Kroatischen Luftwaffe (1990er-Jahre)
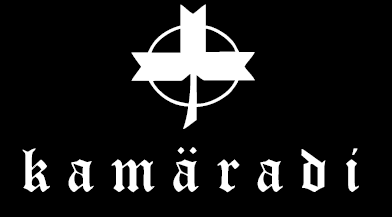
Logo der Heavy-Metal-Band Kamäradi